# Filosofo tiene una lezione sul planetario
Filosofo tiene una lezione sul planetario, (il cui titolo completo è Filosofo tiene una lezione sul planetario in cui la lampada viene messa al posto del sole), è un dipinto di Joseph Wright of Derby il cui tema è la lezione che un insegnante tiene ad un piccolo pubblico mediante un planetario.. 
Il quadro precede il similare Esperimento su un uccello nella pompa pneumatica, che si trova nella National Gallery, a Londra.

## Storia e descrizione
Il primo dei capolavori di Wright illuminati a lume di candela, Tre persone guardano il Gladiatore a lume di candela, fu dipinto nel 1765 e mostra tre uomini che studiano una piccola copia del Gladiatore Borghese. Se questo quadro fu molto ammirato, quello successivo, cioè “Il Planetario”, suscitò un notevole scalpore dal momento che il centro dell'immagine non era più uno soggetto classico, bensì un esperimento scientifico. Questa raffigurazione operata da Wright del timore prodotto da un “miracolo” scientifico ha segnato una rottura con la tradizione precedente dove tutte le rappresentazioni artistiche della meraviglia negli astanti era riservata ad eventi religiosi : per Wright invece, inserito nel proprio secolo, le meraviglie del mondo tecnologico sono i fenomeni che ispirano quella stessa meraviglia che prima era confinata nella grande pittura di soggetto religioso . In entrambi questi primi due lavori di Wright l'impostazione a lume di candela aveva una giustificazione realista. Osservare una scultura a lume di candela, così da vedere bene il trattamento materico dell'opera, e magari percepire una sorta di movimento grazie alla luce tremolante, era una pratica di moda descritta da Goethe . Se ne “Il planetario” le ombre gettate dalla lampada che rappresenta il sole sono una parte essenziale della lezione che si svolge, ne “La pompa ad aria” invece non c'è nessun motivo, se non quello di accrescere l'aura di drammaticità, nel mettere in scena l'esperimento a lume di candela. Tant'è che in due dipinti più tardi di soggetto ad opera di Charles-Amédée-Philippe van Loo l'illuminazione è normale .
Il dipinto fa parte di quella serie di opere britanniche che hanno sconvolto la rigida gerarchia dei generi di matrice francese che dominava la cultura del tardo XVIII secolo, arrivando ad essere considerati con la stessa importanza di soggetti a tema classico o mitologico. Per certi aspetti i soggetti de “Il Planetario” e de “La pompa ad aria” assomigliano a quadri detti conversation piece, una forma di rappresentazione che andava di gran voga tra l'emergente classe media, e che ben presto avrebbe acquistato un nuovo e più prestigioso status quando Johan Joseph Zoffany iniziò a dipingere la famiglia reale verso il 1766. In ogni caso, tenuto conto dell'atmosfera solenne e del fatto che nessuna delle figure sono destinate a essere considerate come veri e propri ritratti (anche se i modelli a cui il pittore s'è ispirato possono essere individuati), i dipinti non possono essere considerate come quadri di conversazione . Lo storico dell'arte del XX secolo Ellis Waterhouse pone a confronto queste due opere con il "genre serieux" della drammaturgia francese di quel secolo, come plasmato da Denis Diderot e Beaumarchais; questa visione è stata condivisa da Egerton .
Un anonimo commentatore di quel tempo definì Wright "un genio molto grande e non comune in un modo particolare."  Il quadro venne dipinto senza una commissione particolare, probabilmente nella speranza che venisse poi acquistato da Washington Shirley V conte Ferrers, un astronomo dilettante che aveva un proprio planetario e stretta frequentazione in Derbyshire dell'amico di Wright, Peter Perez Burdett. Per questo motivo si pensa che le persone ritratte siano proprio Burdett e Ferrers, il primo immortalato mentre prende appunti ed il conte seduto con il figlio accanto al planetario  . Ferrers acquistò il dipinto per 210 sterline, ma il sesto conte lo mise all'asta, ed è ora è proprietà del Derby Museum and Art Gallery , dove è in esposizione permanente, e vicino a una replica di lavoro di un full-sized meccanico Grand Orrery.
Un biografo di Wright, Benedict Nicolson, ha sostenuto nel 1968 che John Whitehurst fu preso a  modello per il docente , mentre un altro commentatore vi trova una notevole somiglianza con "un dipinto di Isaac Newton di Godfrey Kneller" . Una attenta osservazione dei volti nel quadro rivela che ognuno dei volti dei presenti è illuminato secondo le principali fasi lunari - luna nuova, mezza luna, la luna calante e luna piena .